# Paris-Nice 2003
La course cycliste à étapes Paris-Nice a lieu en 2003 du 9 au 16 mars.
Elle est marquée par le décès du kazakh Andrei Kivilev survenu à la suite d'une chute sur le front au cours de la deuxième étape. Au cours de l'étape suivante, le peloton lui rend hommage en neutralisant la course. Après sa chute mortelle, l'UCI (Union cycliste internationale) rendit obligatoire le port du casque sur toutes les épreuves de cyclisme sur route, sauf lors de la dernière ascension si l'arrivée de la course est en altitude (arrivée au sommet).
C'est son ami Alexandre Vinokourov qui remporte la course.

## Étapes
La 3e étape est neutralisée par le peloton à la suite du décès d'Andrei Kivilev intervenu après une chute lors de la 2e étape.
| Étape     | Date    | Villes étapes                             | type                        | Distance (km) | Vainqueur d'étape    | Leader du classement général |
| --------- | ------- | ----------------------------------------- | --------------------------- | ------------- | -------------------- | ---------------------------- |
| Prologue  | 9 mars  | Issy-les-Moulineaux – Issy-les-Moulineaux | prologue                    | 4,8           | Nico Mattan          | Nico Mattan                  |
| 1re étape | 10 mars | Auxerre – Paray-le-Monial                 | étape de plaine             | 191           | Alessandro Petacchi  | Stuart O'Grady               |
| 2e étape  | 11 mars | La Clayette – Saint-Étienne               |                             | 182,5         | Davide Rebellin      | Davide Rebellin              |
| 3e étape  | 12 mars | Le Puy-en-Velay – pont du Gard            |                             | 192,5         | étape neutralisée    | Davide Rebellin              |
| 4e étape  | 13 mars | Vergèze – Vergèze                         | contre-la-montre individuel | 16,5          | Dario Frigo          | Dario Frigo                  |
| 5e étape  | 14 mars | Aix-en-Provence – mont Faron              |                             | 152,5         | Alexandre Vinokourov | Alexandre Vinokourov         |
| 6e étape  | 15 mars | Toulon – Cannes                           |                             | 194,5         | Joaquim Rodríguez    | Alexandre Vinokourov         |
| 7e étape  | 16 mars | Nice – Nice                               |                             | 160           | David Bernabéu       | Alexandre Vinokourov         |

## Classement général final
| Rang | Vainqueur            | Équipe                 | Temps            |
| 1er  | Alexandre Vinokourov | Deutsch Telekom        | 23 h 30 min 04 s |
| 2e   | Mikel Zarrabeitia    | ONCE                   | à 43 s           |
| 3e   | Davide Rebellin      | Gerolsteiner           | à 54 s           |
| 4e   | Jörg Jaksche         | ONCE                   | à 55 s           |
| 5e   | Sylvain Chavanel     | Brioches La Boulangère | à 1 min 24 s     |
| 6e   | David Bernabéu       | Milaneza-MSS           | à 1 min 28 s     |
| 7e   | Claus Michael Møller | Milaneza-MSS           | à 1 min 30 s     |
| 8e   | Volodymyr Gustov     | Fassa Bortolo          | à 1 min 41 s     |
| 9e   | Samuel Sánchez       | Euskaltel-Euskadi      | à 1 min 48 s     |
| 10e  | Óscar Pereiro        | Phonak                 | à 2 min 04 s     |

158 partants, 91 classés

## Classements annexes
- Classement par points :  Laurent Brochard
- Meilleur grimpeur :  Tyler Hamilton
- Meilleur jeune :  Sylvain Chavanel
- Par équipes :  ONCE